# Серски конгрес на ВМРО (1924)
Серският конгрес е конгрес на Серския революционен окръг на Вътрешната македонска революционна организация, провел се на 1 и 2 септември 1924 година в пиринската местност Лопово на територията на свободната Пиринска Македония, България. По време на Горноджумайските събития голяма част от участниците на конгреса са убити.

## Предистория
Възползвана от ангажираността на ВМРО в конфликта ѝ с правителството на Александър Цанков по повод Майския манифест, сръбската власт в 1924 година атакува позициите на организацията в селата и засилва дейността на контрачетите. На контрачетниците са осигурени редица придобивки, а на дезертиралите е обещана амнистия. Така контрачетническото движение настъпва дори и на българска територия и засяга селата Скрът, Ключ, Добри лаки, Цапарево, Горна Рибница. Ръководителите на ВМРО Тодор Александров и Александър Протогеров решават да стегнат редиците и да бъде свикан общ конгрес на организацията. Конгресът е третият от серията окръжни конгреси, предшестващи общия Шести конгрес на ВМРО в 1925 година след Битолския и Струмишкия. На 31 август 1924 година на път за конгреса е убит безспорният водач на организацията Тодор Александров, което силно се отразява на работата на конгреса. Физическите изпълнители на убийството Щерю Влахов и Динчо Вретенаров изпращат писмо на Серския конгрес, в което заявяват „Убихме Тодор, понеже той искаше нас да убие, както уби нашите достойни другари Стефо, Сърцето и др. Готови сме да се явим пред един конгрес да отговаряме“, с очакването че Алеко Василев и Георги Атанасов ще се застъпят за тях.

## Делегати
| - Разложка околия - Дърваров (Георги Ковачев) - Момчилов (Иван Михайлов) - Полянов (Николов)           | - Кавалска околия - Рио (Александър Занешев) - Драмски (Стоян Филипов) - Черногорски (Ат. Николов)  | - Сярска околия - Орфански (Алеко Василев) - Вангелов (Георги Атанасов) - Полски (Георги Хазнатарски) - Ботев - Бутковски |
| - Демирхисарска околия - Хаджи Димитър (Митьо Илиев) - Венизелос (Никола Хаджиев) - Буков (Иван Попов) | - Мелнишка околия - Искра (Петър Говедаров) - Пирински, Уйлсон (Гоце Манолев) - Август (Зисо Попов) | - Горноджумайска околия - Азоп (Аргир Манасиев) - Г. П. Сербезов (Георги Пенков)                                          |
| - Член на ЦК - Александър Протогеров                                                                   | - Представител на временното тяло - Билев (Христо Медникаров)                                       | |

За председател на конгреса е избран Унгарски (Атанас Маджаров), за подпредседател Азоп (Аргир Манасиев), а за секретари – Соколов (С. Ковачев) и Аспарух (Аспарух Ганчев).

## Решения
Конгресът прави следните избори:
| - Членове на Окръжния комитет - Редовни членове - Орфански (Алеко Василев) - Вангелов (Георги Атанасов) - Черногорски (Ат. Николов) - Хаджи Димитър (Митьо Илиев) - Полски (Георги Хазнатарски) - Драмски (Стоян Филипов) - Александър Буйнов - Азоп (Аргир Манасиев) - Пирински (Гоце Манолев) - Запасни членове - Бобошевски (Илия Попиванов) - Венизелос (Никола Хаджиев) - Искра (Петър Говедаров) | - Делегати за Общия конгрес - Редовни делегати - Орфански (Алеко Василев) - Венизелос (Никола Хаджиев) - Семински - Драмски (Стоян Филипов) - Родопски (Йонко Вапцаров) - Искра (Петър Говедаров) - Рио (Александър Занешев) - Г. П. Сербезов (Георги Пенков) - Дърваров (Георги Ковачев) - - Допълнителни делегати - Соколов (Стоян Попов) - Буков (Иван Попов) - Атанас Черкезов |